# دژ ملنیسی
دژ ملنیسی (گرجی: მელნისის ციხე) یک دژ ویرانهٔ قرون وسطایی در شهرداری آدیگنی، گرجستان است. این بنا بر روی تپه‌ای به بلندی ۱۳۷۹ متر بالای سطح دریا، در ساحل شرقی رود اوتسخه قرار دارد. دژ هم‌اکنون تقریبا به‌طور کامل به شکل ویرانه است و تنها بخش‌هایی از برج شرقی و دیوار غربی سالم مانده‌اند. پیشینهٔ بنا به سده‌های میانه می‌رسد و احتمالا به دلیل واقع شدن در کنار جاده‌ای از مسختی به مناطق غربی گرجستان، اهمیت بالایی داشته است.